# Unrailed!
Unrailed! ist ein Konstruktionsspiel des Zürcher Entwicklers Indoor Astronaut und des Hamburger Publishers Daedalic Entertainment.
Eine Early-Access-Version erschien zunächst am 9. September 2019 für Microsoft Windows. Am 23. September 2020 folgte die offizielle Veröffentlichung für Windows, PlayStation 4, Nintendo Switch und Xbox One. In China wird das Spiel von Publisher bilibili verlegt.

## Spielinhalt
In Unrailed! baut der Spieler entweder allein oder mit Freunden eine Eisenbahnschiene aus Materialien, die er sammeln muss, um zu verhindern, dass der Zug auf seinem Weg ans Ziel entgleist. Der Spieler kann durch auswählen aus verschiedenen Modi entscheiden, ob er die endlosen Welten erkunden will, oder eine schnelle und stressige Partie spielen. Jedes Mal, wenn der Spieler an einem Bahnhof ankommt, kann er seinen Zug mit verschiedenen Verbesserungen aufrüsten, indem er sie mit durch spielen gewonnene Schrauben erwirbt. Durch diese Verbesserungen können neue Welten erkundet oder Materialien schneller abgebaut werden.

## Rezeption
Die Jury vom Kindersoftwarepreis TOMMI 2019 sagt: 

„Grafik und Design gefällt uns besonders gut, weil sie uns an das Game ‚Minecraft‘ erinnert. Die Steuerung ist gut und einfach zu verstehen. Es ist ein Spiel, das man sehr gut zu zweit spielen kann.“

Ein Spiele-Tester von Game2gether sagt: 

„Wir hatten im Vorfeld die große Hoffnung, dass sich Unrailed! als ernsthafte Konkurrenz ähnlicher Partyspiele, wie zum Beispiel Overcooked, herausstellt. Sicherlich bietet das Spiel einen hohen Spaßfaktor, nur leider flacht dieser nach ein paar Stunden merklich ab.“

Die Zeit sagt:

„Kein Spiel für Maulfaule denn Kommunikation ist bei ‚Unrailed!‘ der Schlüssel zum Erfolg.“

Subway.de schreibt:

„Besonders der Team-Versus-Modus fetzt so richtig.“

### Auszeichnungen
Unrailed! wurde mehrfach ausgezeichnet:
- Kindersoftwarepreis TOMMI 3. Platz (2019)[7]
- Swiss Game Awards (2020)[8]
- Ludicious (2019)[9]
- Bit Bash (2019)[10]
- Nominierung für den Deutschen Computerspielpreis 2020[11]